# Segonje
Segonje so razloženo naselje sredi Krškega gričevja v Občini Škocjan. Nahajajo se na slemenu južno od griča Kočnika (345 m), severno od Škocjana.
V prisojnih legah je precej vinogradov, sredi katerih je v južnem delu naselja zaselek Zloganjska Gora. Na nižjih delih strmega pobočja rase listnati gozd.